# Esthera Petreová
Esthera Petreová (* 13. května 1990, Bukurešť) je rumunská atletka, jejíž specializací je skok do výšky.
V roce 2011 vybojovala v Ostravě titul mistryně Evropy do 23 let. Výkonem 198 cm si výrazně vylepšila osobní rekord a vyrovnala rekord šampionátu Světlany Lapinové a Blanky Vlašičové. Na Městském stadionu v ostravské čtvrti Vítkovice soutěžila již v roce 2007 v rámci mistrovství světa do 17 let, kde obsadila 5. místo. O rok později se na juniorském mistrovství světa v Bydhošti umístila na 6. místě.
Zúčastnila se také halového ME 2009 v Turíně, halového ME 2011 v Paříži i MS v atletice 2011 v jihokorejském Tegu, na všech třech šampionátech však skončila v kvalifikaci.

## Osobní rekordy
- hala – 194 cm – 15. ledna 2012, Bukurešť
- venku – 198 cm – 16. července 2011, Ostrava